# Кашкетники
Кашкетники — безіменна, незареєстрована громада консервативних християн-протестантів, зокрема, в селах Космирин, Стінка, Сновидів Бучацького району Тернопільської області, а також Мостище, Будзин та Делева (Тлумацький район).

## Опис

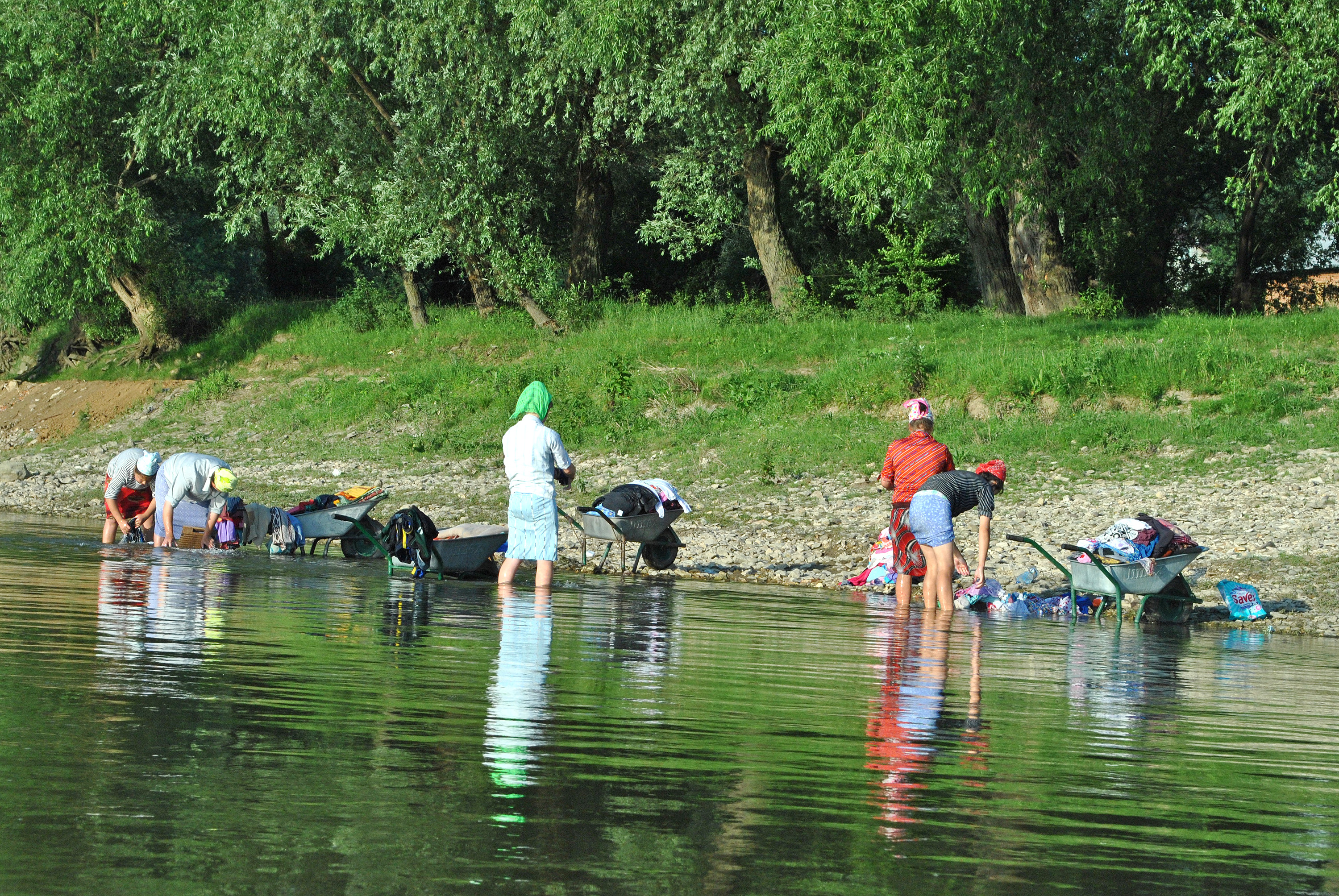
Жінки «кашкетників» перуть одяг у Дністрі

Сільські місцеві, що не поділяють вірувань даної спільноти, прозивають їх «кашкетниками», бо чоловіки змалку носять картузи, крім того не носять футболок (тільки на довгий рукав) і шортів. Під впливом ЗМІ до спільноти почали застосовувати назву «аміші», ототожнюючи із заокеанськими амішами, але для цього немає жодних підстав. Самі вони називають себе тими, хто «молиться Живому Богу», «віруючими», або «простаками».
Жінки носять різнобарвні хустки (за словами Василя Луцького, «волос — то є слава…, а славу треба прикривати. На то в дівчини платина, а в хлопця кашкет. Чого платини яскраві? Бо написано, що народ Божий має відрізнятися від світу. От ми і відрізняємся — життям і одежею»), в тому числі яскраві, тому сторонні люди їх ображають назвами «хустинники», «світлофори», «фломастери». Також не носять штанів, тільки довгі, мінімум до колін, спідниці.

## Історія
"Наскільки можна судити з архівних документів і з наших розмов із місцевими жителями, ця специфічна релігійна течія виникла на ґрунті місцевого п’ятидесятництва, яке з’явилося в наддністрянських селах на початку 1920-х рр. Згідно з розповідями місцевих віруючих та матеріалами, які зібрали на цю тему в 1960-х роках радянські органи, євангельська проповідь почалася тут десь після Першої світової війни, коли в с. Рублин коло Золотого Потоку повернувся з російського полону місцевий житель на прізвище Франко. Пізнавши десь у Росії євангельську віру – очевидно, в п’ятидесятницькій її версії, він почав проповідувати у навколишніх селах обабіч Дністра, і скажімо, в Космирині з його присілком Повиї (тепер Набережна) вже на зламі 1920-х років сформувалася громада людей, які – протиставляли себе місцевим греко-католикам. Мовляв, останні не читають Біблії, а тільки в церкві священика слухають. Новонавернені вважали себе «віруючими». Переставши ходити до церкви й шанувати ікони, вони збиралися натомість читати Святе Письмо".
Центром спільноти стало село Космирин, в якому у радянський період розпочав проповідувати місцевий Іван Деркач (1928—2008) — вчитель та пророк громади до своєї смерті. Наразі старійшиною громади є онук Івана Деркача, хоча вірні кажуть, що «вони всі рівні перед Богом».

## Віровчення і спосіб життя
За основу вчення вважають Біблію. За вченням Івана Деркача заради спасіння душі треба жити в простоті, не ходити до інших церков і не пиячити. Також не дозволено користуватись власним автотранспортом, газом, електроенергією, особливо телебаченням, радіо, Інтернетом. Більшість таки не мають телефонів, інтернету, автівок, але використовують громадський і чужий транспорт. Користуються гасовими лампами, прасками на вугіллі, пральними дошками. Купивши або успадкувавши хату в «невіруючих», — одразу відключають електрику та газ, викидають плитку і бетон, мастять стіни глиною, ставлять грубки і кухні на дровах. Деякі користуються сонячними панелями для зарядки мобільних телефонів та ліхтарів. Якщо вікна пластикові, то міняють на дерев'яні, які самі й роблять.
Молитовного будинку не мають, але збираються по власних хатах у суботу. Не святкують жодних свят.
Одружують рано. До розпису шлюбу не зустрічаються, але хлопець домовляється з батьками сподобаної дівчини. Весілля не грають, бо те є «марнота». Народжують багато дітей — «скільки Бог дасть», — позаяк «душогубці царства Божого не успадкують». За словами завідувача місцевої медичної амбулаторії Івана Вацлавого, смертність немовлят серед них є великою. Відмовляються від державних виплат на своїх дітей,хоч останнім часом деякі з «простаків» вирішили таки брати допомогу. Небіжчика закопують на цвинтарі, хреста на могилі не ставлять, поминок не справляють, могилу не відвідують. Хоча на велику могилу Івана Деркача приходять молитися.
Чоловіки працюють майстрами й часто на виїзді, в тому числі й закордоном. Жінки хазяйнують у хатах, виховують дітей, доглядають домашнє господарство, шиють одяг, прибирають, перуть.
Ігнорують участь у виборах. Чоловіки не беруть у руки зброю.

## Скандал з незаконним видобутком каменю
У середині січня 2018 року представники  ГО «Протидія корупції та моніторинг екології «Скеля» спільно з працівниками СБУ та Бучацького відділення ГУНП в області в ході спеціальних моніторингів піймали «на гарячому» п’ятьох «кашкетників» зі Стінки, які незаконно видобували та вантажили камінь-пісковик на території Язловецького лісництва, поводили себе зухвало та погрожували тим, що «ми зараз подзвонимо і ви нас ще супроводжувати будете». Крім того, вже під час дачі свідчень у відділку, затримані «горе-копачі» наголосили на тому, що «зелене світло» на незаконний видобуток корисної копалини загальнодержавного значення їм дав перший заступник голови Бучацької РДА Іван Кузь, а спорядження (трос, з допомогою якого вони вантажили камінь) дав лісник. Іван Кузь уважає, що це провокація і так склалося, що хтось когось підмовив, він не збирається опускатися до рівня тих людей, які зводять на нього наклепи.
Пізніше у 2020 році стався інцидент із знімальною групою телеканалу «Інтер» при розслідуванні незаконного видобутку каменю у Дністровському каньйоні поблизу села Мостище.